# Ailleurs et Demain
Ailleurs et Demain este o colecție franceză de cărți de literatură științifico-fantastică publicată de Robert Laffont. A fost condusă încă de la crearea sa în 1969 de Gérard Klein. Colecția nu este numerotată, și include, pe lângă colecția principală, alte trei serii: „Classiques”, „Essais” și „L'Écart”, aceasta din urmă incluzând un singur volum.
Până în anii 1990, această colecție era recunoscută după copertele sale gri-argintiu sau cupru, irizate cu modele abstracte. Până în 2008, acestea au fost înlocuite cu coperți tip foto sau desen. Din 2009, editorul pare să fi revenit la utilizarea coperților gri-argintii, cu excepția seriei aflate în publicare.
Colecția a fost întreruptă în noiembrie 2014 după publicarea Les Mentats de Dune, un roman care face parte din seria Dune. Cu un alt roman din această serie renaște colecția în octombrie 2020, Dune  de Frank Herbert fiind republicat cu o traducere revizuită și corectată.

## Lista de volume
Această listă include doar primele ediții din colecție, cu excepția cazului în care există o revizuire a traducerii.

### Anii 1960

#### 1969
- Le Vagabond de  Fritz Leiber[2]

### Anii 1970
| Cuprins : | Sus - 1970 1971 1972 1973 1974 1975 1976 1977 1978 1979 | - Jos |

#### 1970
- En terre étrangère de  Robert A. Heinlein (în colecția « Classiques »)[3]
- Ose de  Philip José Farmer[4][5]
- Un monde d'azur de  Jack Vance
- Le Long Labeur du temps de  John Brunner
- Dune de  Frank Herbert[6]
- Ubik de  Philip K. Dick (în colecția « Classiques »)
- Œuvres de  Stefan Wul (« Classiques »)
- Les Seigneurs de la guerre de  Gérard Klein

#### 1971
- Question de poids de  Hal Clement
- Et la planète sauta... de  B. R. Bruss (« Classiques »)
- La Main gauche de la nuit de  Ursula K. Le Guin
- Nova de  Samuel R. Delany
- Futurs sans avenir de  Jacques Sternberg
- Limbo de  Bernard Wolfe (« Classiques »)
- Jack Barron et l'Éternité de  Norman Spinrad
- L'Œil du purgatoire urmată de L'Expérience du Dr. Mops  de  Jacques Spitz (« Classiques »)

#### 1972
- Les Montagnes du soleil de  Christian Léourier
- La Chute dans le néant de  Marc Wersinger (« Classiques »)
- Le Messie de Dune de  Frank Herbert
- L'Anneau de Ritornel de  Charles L. Harness
- Tous à Zanzibar de  John Brunner
- L'Invincible de  Stanislas Lem
- Au bout du labyrinthe de  Philip K. Dick

#### 1973
- La Dimension des miracles de  Robert Sheckley
- La Loi du talion de  Gérard Klein
- Sur l'autre face du monde et autres romans scientifiques de "Sciences et Voyages" de  Gérard Klein și Jacques Van Herp (antologii) (« Classiques »)
- Le Temps incertain de  Michel Jeury
- Zone zéro de  Herbert W. Franke
- L'Étoile et le Fouet de  Frank Herbert
- Tunnel de  André Ruellan
- L'Année du soleil calme de  Wilson Tucker
- Les Faiseurs d'univers de  Donald A. Wollheim (« Essais »)

#### 1974
- Les Monades urbaines de  Robert Silverberg (« Classiques »)
- Autobiographie d'une machine ktistèque de  R. A. Lafferty
- L'Homme à rebours de  Philippe Curval
- Matières grises de  William Hjortsberg
- Les Dents de Chronos de  Vladimir Colin
- Les Singes du temps de  Michel Jeury
- Le Sceptre du hasard de  Gilles d’Argyre (« Classiques »)
- La Vérité avant-dernière de  Philip K. Dick

#### 1975
- Dune urmat de Le Messie de Dune de  Frank Herbert
- Le Troupeau aveugle de  John Brunner
- L'Oreille interne de  Robert Silverberg
- Rendez-vous avec Rama de  Arthur C. Clarke
- Ortog de  Kurt Steiner (« Classiques »)
- Utopies 75 de  Michel Jeury (redactor al antologiei)
- Tellur de  Pierre-Jean Brouillaud
- Les Dépossédés de  Ursula K. Le Guin
- La Cinquième Tête de Cerbère de  Gene Wolfe

#### 1976
- Les Prédateurs enjolivés de  Pierre Christin
- L'Œil dans le ciel de  Philip K. Dick (« Classiques »)
- Cette chère humanité de  Philippe Curval
- Les Clowns de l'Éden de  Alfred Bester
- Soleil chaud poisson des profondeurs de  Michel Jeury
- Surface de la planète de  Daniel Drode (« Classiques »)

#### 1977
- Sur l'onde de choc de  John Brunner
- L'Autre Moitié de l'homme de  Joanna Russ
- L'Homme stochastique de  Robert Silverberg (« Classiques »)
- Les Années métalliques de  Michel Demuth
- L’Étoile de ceux qui ne sont pas nés (Stern der Ungeborenen) de  Franz Werfel (« Classiques »)
- Transit de  Pierre Pelot
- Génocides de  Thomas M. Disch (« Classiques »)

#### 1978
- À l'ouest du temps de  John Brunner
- Camp de concentration de  Thomas M. Disch (« Classiques »)
- Crise de  Lester del Rey
- Les Enfants de Dune de  Frank Herbert
- La Maison du cygne de  Yves et Ada Rémy
- Les Déportés du Cambrien de  Robert Silverberg

#### 1979
- Le nom du monde est forêt de  Ursula K. Le Guin
- Le Fleuve de l'éternité de  Philip José Farmer (« Classiques »)
- Le Territoire humain de  Michel Jeury
- Le Serpent du rêve de  Vonda McIntyre
- Les Brontosaures mécaniques de  Michael G. Coney
- La Planète inquiète de  Christian Léourier
- Tous ces pas vers le jaune de  Christian-Yves Lhostis (« L’Écart »)
- Dosadi de  Frank Herbert
- L’Effet science-fiction de  Igor și Grichka Bogdanoff (« Essais »)

### Anii 1980
| Cuprins : | Sus - 1980 1981 1982 1983 1984 1985 1986 1987 1988 1989 | - Jos |

#### 1980
- La Terre demeure de  George R. Stewart (« Classiques »)
- Les Yeux géants de  Michel Jeury
- Le Robot qui me ressemblait de  Robert Sheckley
- Le Noir Dessein de  Philip José Farmer
- La Grande Guerre des Bleus et des Roses de  Norman Spinrad
- Le Château de Lord Valentin de  Robert Silverberg

#### 1981
- Glissement de temps sur Mars de  Philip K. Dick (« Classiques »)
- L'Hippocampe de  Lorris Murail
- Destination vide de  Frank Herbert
- L'Animal découronné de  John Crowley
- Les Miroirs de l'esprit de  Norman Spinrad
- Shadrak dans la fournaise de  Robert Silverberg
- L'Incident Jésus de  Frank Herbert și Bill Ransom

#### 1982
- Le Labyrinthe magique de  Philip José Farmer
- Les Croque-morts de  David J. Skal
- Un vampire ordinaire de  Suzy McKee Charnas
- L'Empereur-Dieu de Dune de  Frank Herbert
- Passé la barrière du temps de  Damon Knight (« Classiques »)
- Le Livre des révélations de  Rob Swigart
- L'Orbe et la Roue de  Michel Jeury

#### 1983
- Chroniques de Majipoor de  Robert Silverberg
- Radix de  Alfred Angelo Attanasio
- Nuage de  Emmanuel Jouanne
- L'Île du docteur Mort et autres histoires de  Gene Wolfe
- 2001 : L'Odyssée de l'espace de  Arthur C. Clarke (« Classiques »)
- En souvenir du futur de  Philippe Curval
- Dramoclès de  Robert Sheckley
- La Mort blanche de  Frank Herbert

#### 1984
- L'Œuf du Dragon de  Robert L. Forward
- Mensonges et Cie de  Philip K. Dick
- Le Printemps d'Helliconia de  Brian W. Aldiss
- La Toile entre les mondes de  Charles Sheffield
- Le Rayon zen de  Barrington J. Bayley
- L'Effet Lazare de  Frank Herbert și Bill Ransom
- Histoire de la science-fiction moderne de  Jacques Sadoul (« Essais »)
- Les Dieux du fleuve de  Philip José Farmer

#### 1985
- Valentin de Majipoor de  Robert Silverberg
- Coulez mes larmes, dit le policier de  Philip K. Dick (« Classiques »)
- Le Creuset du temps de  John Brunner
- Les Chroniques de McAndrew de  Charles Sheffield
- Les Hérétiques de Dune de  Frank Herbert
- Le Jeu du monde de  Michel Jeury
- La Locomotive à vapeur céleste de  Michael G. Coney

#### 1986
- Le Vol de la Libellule de  Robert L. Forward
- Helliconia, l'été de  Brian W. Aldiss
- Tom O'Bedlam de  Robert Silverberg
- Oracle de  Kevin O'Donnell, Jr.
- La Maison des mères de  Frank Herbert
- Les Dieux du grand loin de  Michael G. Coney
- Le Don de  Christopher Priest

#### 1987
- Survol de  Keith Roberts
- La Grande Course de chars à voiles de  Michael G. Coney
- Les Yeux électriques de  Lucius Shepard
- Au cœur de la comète de  Gregory Benford și David Brin
- L'Homme de deux mondes de  Brian Herbert și Frank Herbert
- L'Arc du rêve de  Alfred Angelo Attanasio
- L'Étoile des Gitans de  Robert Silverberg

#### 1988
- L'Hiver d'Helliconia de  Brian W. Aldiss
- En chair étrangère de  Gregory Benford
- Vénus des rêves de  Pamela Sargent
- La Vie en temps de guerre de  Lucius Shepard
- Le Facteur ascension de  Frank Herbert și Bill Ransom
- Mémoire de  Mike McQuay
- La Terre est un berceau de  Arthur C. Clarke și Gentry Lee

#### 1989
- La Grande Rivière du ciel de  Gregory Benford
- À la fin de l'hiver de  Robert Silverberg
- Rock Machine de  Norman Spinrad
- Éon de  Greg Bear
- Éternité de  Greg Bear
- Desolation Road de  Ian McDonald
- Le Rivage des femmes de  Pamela Sargent
- Le Gnome de  Michael G. Coney

### Anii 1990
| Cuprins : | Sus - 1990 1991 1992 1993 1994 1995 1996 1997 1998 1999 | - Jos |

#### 1990
- Jusqu'aux portes de la vie de  Robert Silverberg
- L'Enfant de la fortune de  Norman Spinrad
- Marées de lumière de  Gregory Benford
- La Reine du printemps de  Robert Silverberg
- Le Roi de l'île au sceptre de  Michael G. Coney
- État de rêve de  Ian McDonald

#### 1991
- Terremer de  Ursula K. Le Guin (« Classiques »)
- La Face des eaux de  Robert Silverberg
- Tehanu de  Ursula K. Le Guin
- Vénus des ombres de  Pamela Sargent
- La Jungle hormone de  Robert Reed
- Hypérion de  Dan Simmons

#### 1992
- L'Usage des armes de  Iain M. Banks
- Le Lait de la chimère de  Robert Reed
- La Chute d'Hypérion de  Dan Simmons
- L'Homme des jeux de  Iain M. Banks
- Le ciel est mort de  John Campbell (« Classiques »)

#### 1993
- Xénocide de  Orson Scott Card
- Les Royaumes du mur de  Robert Silverberg
- Une forme de guerre de  Iain M. Banks
- La Reine des anges de  Greg Bear

#### 1994
- La Voie terrestre de  Robert Reed
- Le Frère des dragons de  Charles Sheffield
- Le Problème de Turing de  Harry Harrison și Marvin Minsky
- Un feu sur l'abîme de  Vernor Vinge

#### 1995
- Ciel brûlant de minuit de  Robert Silverberg
- L'Envol de Mars de  Greg Bear
- Les Montagnes de Majipoor de  Robert Silverberg
- Le Voile de l'espace de  Robert Reed

#### 1996
- Le Samouraï virtuel de  Neal Stephenson
- La Cité des permutants de  Greg Egan
- Endymion de  Dan Simmons
- Les Profondeurs furieuses de  Gregory Benford

#### 1997
- La Machine à différences de  William Gibson și Bruce Sterling
- Héritage de  Greg Bear
- L'Énigme de l'univers de  Greg Egan

#### 1998
- La Mère des tempêtes de  John Barnes
- Excession de  Iain M. Banks
- Les Sorciers de Majipoor de  Robert Silverberg
- L'Éveil d'Endymion de  Dan Simmons

#### 1999
- Les Vaisseaux du temps de  Stephen Baxter
- Oblique de  Greg Bear
- Rupture dans le réel, 1.Émergence de  Peter F. Hamilton
- Béantes portes du ciel de  Robert Reed

### Anii 2000
| Cuprins : | Sus - 2000 2001 2002 2003 2004 2005 2006 2007 2008 2009 | - Jos |

#### 2000
- Rupture dans le réel, 2.Expansion de  Peter F. Hamilton
- La Maison des Atréides (Avant Dune, 1) de  Brian Herbert și Kevin J. Anderson
- Prestimion le Coronal de  Robert Silverberg
- Le Dit d'Aka urmat de Le nom du monde est forêt de  Ursula K. Le Guin
- L'Alchimiste du neutronium, 1.Consolidation de  Peter F. Hamilton

#### 2001
- La Maison Harkonnen (Avant Dune, 2) de  Brian Herbert și Kevin J. Anderson
- Au tréfonds du ciel de  Vernor Vinge
- L'Échelle de Darwin de  Greg Bear
- L'Alchimiste du neutronium, 2.Conflit de  Peter F. Hamilton
- Téranésie de  Greg Egan

#### 2002
- La Maison Corrino (Avant Dune, 3) de  Brian Herbert și Kevin J. Anderson
- Le Roi des rêves de  Robert Silverberg
- Le Dieu nu, 1.Résistance de  Peter F. Hamilton
- Le Sens du vent de  Iain M. Banks
- Le Dieu nu, 2.Révélation de  Peter F. Hamilton

#### 2003
- Le Long Chemin du retour de  Robert Silverberg
- La Guerre des machines (Dune, la genèse, 1) de  Brian Herbert și Kevin J. Anderson
- Contes de Terremer de  Ursula K. Le Guin
- Les Enfants de Darwin de  Greg Bear
- Les Âmes dans la Grande Machine, 1.Le Calculeur de  Sean McMullen

#### 2004
- Les Âmes dans la Grande Machine, 2.Les Stratèges de  Sean McMullen
- Langues étrangères de  Paul Di Filippo
- Le Jihad butlérien (Dune, la genèse, 2) de  Brian Herbert și Kevin J. Anderson
- Ilium de  Dan Simmons
- Roma Æterna de  Robert Silverberg
- Le Bureau des atrocités de  Charles Stross

#### 2005
- Forteresse de  Georges Panchard
- Le Codex du Sinaï (Le Quatuor de Jérusalem, 1) de  Edward Whittemore
- La Bataille de Corrin (Dune, la genèse, 3) de  Brian Herbert și Kevin J. Anderson
- Le Vent d'ailleurs de  Ursula K. Le Guin
- Les Diables blancs de  Paul J. McAuley
- Jérusalem au poker (Le Quatuor de Jérusalem, 2) de  Edward Whittemore

#### 2006
- L'Anniversaire du monde de  Ursula K. Le Guin
- Une affaire de famille (Les Princes marchands, 1) de  Charles Stross
- Olympos de  Dan Simmons
- Un secret de famille (Les Princes marchands, 2) de  Charles Stross
- La Route de Dune de  Brian Herbert și Kevin J. Anderson

#### 2007
- Ombres sur le Nil (Le Quatuor de Jérusalem, 3) de  Edward Whittemore
- Glyphes de  Paul J. McAuley
- Rainbows End de  Vernor Vinge
- Les Chasseurs de Dune (Après Dune, 1) de  Brian Herbert și Kevin J. Anderson
- Mémoire vive, mémoire morte de  Gérard Klein
- Famille et Cie (Les Princes marchands, 3) de  Charles Stross

#### 2008
- Les Murailles de Jéricho (Le Quatuor de Jérusalem, 4) de  Edward Whittemore
- Lothar Blues de  Philippe Curval
- Une invasion martienne de  Paul J. McAuley
- Le Triomphe de Dune (Après Dune, 2) de  Brian Herbert și Kevin J. Anderson
- Elyseum de  L. E. Modesitt, Jr.
- Eifelheim de  Michael F. Flynn

#### 2009
- Trames de  Iain M. Banks
- Cowboy Angels de  Paul J. McAuley
- Paul le prophète (Légendes de Dune, 1) de  Brian Herbert și Kevin J. Anderson
- Rollback de  Robert J. Sawyer
- Nuigrave de  Lorris Murail

### Anii 2010
| Cuprins : | Sus - 2010 2011 2012 2013 2014 | - Jos |

#### 2010
- Éveil (Singularité, tome 1) de  Robert J. Sawyer
- Le Souffle de Dune (Légendes de Dune, 2) de  Brian Herbert și Kevin J. Anderson
- Veille (Singularité, tome 2) de  Robert J. Sawyer
- May le monde de  Michel Jeury

#### 2011
- Merveille (Singularité, tome 3) de  Robert J. Sawyer
- La Mémoire double de  Igor et Grichka Bogdanoff
- La Guerre des familles (Les Princes marchands, 4) de  Charles Stross
- Les Enfers virtuels - 1 de  Iain M. Banks
- Les Enfers virtuels - 2 de  Iain M. Banks

#### 2012
- Heptagone de  Georges Panchard
- Flashback de  Dan Simmons
- Les Enfants du ciel de  Vernor Vinge

#### 2013
- Protéger (I, Robot, 1) de  Mickey Zucker Reichert
- La Communauté des sœurs (Dune, les origines, 1) de  Brian Herbert și Kevin J. Anderson
- La Sonate Hydrogène de  Iain M. Banks

#### 2014
- Obéir (I, Robot, 2) de  Mickey Zucker Reichert
- High-Opp de  Frank Herbert
- Les Mentats de Dune (Dune, les origines, 2) de  Brian Herbert și Kevin J. Anderson

### Anii 2020
| Cuprins : | Sus - 2020 2021 2022 2023 | - Jos |

#### 2020
- Dune (traducere revizuită și corectată) par Frank Herbert

#### 2021
- Le Messie de Dune (traducere revizuită și corectată) de Frank Herbert
- Les Enfants de Dune (traducere revizuită și corectată) de Frank Herbert
- Le Duc (Chroniques de Caladan, 1) de  Brian Herbert și Frank Herbert
- L'Empereur-Dieu de Dune (traducere revizuită și corectată) de Frank Herbert
- Les Hérétiques de Dune (traducere revizuită și corectată) de Frank Herbert
- La Maison des mères (traducere revizuită și corectată) de Frank Herbert
- La Main gauche de la nuit (traducere revizuită) de Ursula K. Le Guin
- 2001 : L'Odyssée de l'espace (traducere nouă) de Arthur C. Clarke

#### 2022
- Les Dépossédés (traducere revizuită) de Ursula K. Le Guin
- La Dame (Chroniques de Caladan, 2) de  Brian Herbert și Frank Herbert
- Un feu sur l'abîme (traducere revizuită) de Vernor Vinge

#### 2023
- Après nous les oiseaux de  Rakel Haslund